# Hopedale (Ohio)
Hopedale és una vila dels Estats Units a l'estat d'Ohio. Segons el cens del 2000 tenia 984 habitants.

## Demografia
Segons el cens del 2000, Hopedale tenia 984 habitants, 383 habitatges, i 278 famílies. La densitat de població era de 527,7 habitants/km².
Dels 383 habitatges en un 28,2% hi vivien nens de menys de 18 anys, en un 62,1% hi vivien parelles casades, en un 8,6% dones solteres, i en un 27,4% no eren unitats familiars. En el 23,2% dels habitatges hi vivien persones soles el 14,6% de les quals corresponia a persones de 65 anys o més que vivien soles. El nombre mitjà de persones vivint en cada habitatge era de 2,42 i el nombre mitjà de persones que vivien en cada família era de 2,83.
Per edats la població es repartia de la següent manera: un 21,3% tenia menys de 18 anys, un 4,7% entre 18 i 24, un 27,3% entre 25 i 44, un 22,4% de 45 a 60 i un 24,3% 65 anys o més.
L'edat mediana era de 43 anys. Per cada 100 dones de 18 o més anys hi havia 84,3 homes.
La renda mediana per habitatge era de 34.135 $ i la renda mediana per família de 38.558 $. Els homes tenien una renda mediana de 35.263 $ mentre que les dones 21.964 $. La renda per capita de la població era de 16.536 $. Aproximadament el 9,8% de les famílies i l'11,8% de la població estaven per davall del llindar de pobresa.

## Poblacions més properes
El següent diagrama mostra les poblacions més properes.